# Janidera biapiculata
Janidera biapiculata är en skalbaggsart som först beskrevs av Francis Polkinghorne Pascoe 1866.  Janidera biapiculata ingår i släktet Janidera och familjen långhorningar. Inga underarter finns listade i Catalogue of Life.